# Francesco Fossi
Francesco Fossi (Firenze, 15 aprile 1988) è un ex canottiere e allenatore di canottaggio italiano.

## Biografia
Cresciuto nella Canottieri Firenze, alla SC Firenze di Luigi De Lucia, e poi passato al professionismo nelle Fiamme Gialle, ha vinto per due volte la medaglia d'oro ai campionati mondiali Under 23, nel 2008 (Quattro Con) e nel 2010 (quattro senza). Nel 2012 ha partecipato alle Olimpiadi di Londra nel quattro senza, arrivando undicesimo. Dal 2013 fa coppia con Romano Battisti, già argento Olimpico nel doppio nella rassegna a Cinque Cerchi in Gran Bretagna,  e con cui lui vince un bronzo nel 2013 ai Mondiali Assoluti di Chung-ju in Corea del Sud e un argento nel 2014 ad Amsterdam in Olanda. Ai Giochi di Rio del 2016 il duo si piazza quarto, dopo aver trovato l’accesso alla finalissima direttamente da batterie e semifinali, dietro le imprendibili Croazia e Lituania e battagliando con la Norvegia per il podio. 
Francesco nella propria bacheca agonistica annovera in totale  due partecipazioni olimpiche, un argento e un bronzo ai Mondiali Assoluti e un oro e un bronzo agli Europei Assoluti, due ori e un argento ai Mondiali Under 23 e due argenti ai Mondiali Under 19, oltre a un oro, un argento e quattro bronzi in Coppa del Mondo, un oro ai Giochi del Mediterraneo e 27 titoli italiani. 
Trasferitosi in Olanda dopo aver sposato Claudia Belderbos, bronzo con la nazionale Oranje nell’otto femminile all’Olimpiade di Londra 2012, Francesco ha intrapreso lì la propria carriera di tecnico, prima nelle file del Nereus ad Amsterdam, passando poi al ruolo di capo allenatore al DSRV Laga a Delft. Dopo i Giochi di Tokyo, è avvenuto l’ingresso nello staff tecnico dei Paesi Bassi, dove ha bruciato le tappe fino ad arrivare a conseguire il prestigioso riconoscimento di World Rowing per l’Allenatore dell’Anno nel 2023 grazie ai successi maturati nel corso della stagione dal doppio e dal quattro di coppia maschili olandesi, equipaggi laureatisi campioni del Mondo nel settembre di quell'anno a Belgrado.
Da membro dello staff tecnico dei Paesi Bassi, contribuisce a una sorprendente affermazione ai giochi olimpici di Parigi 2024, con le barche arancioni che conquistano complessivamente 4 ori, 3 argenti e 1 bronzo.  Allenatore della coppia maschile, nella rassegna gli equipaggi da lui seguiti, il 4 di coppia, doppio e singolo, conseguono rispettivamente l'oro, l'argento e il bronzo. 

## Palmarès
- Campionati del mondo di canottaggio

2013 -  Chungju: bronzo nel 2 di coppia.
2014 -  Amsterdam: argento nel 2 di coppia.